# Francesca Reale
Francesca Luisa Reale (Los Ángeles, California, 23 de agosto de 1994) es una actriz estadounidense, principalmente conocida por sus papeles en las series de Netflix Haters Back Off y Stranger Things.

## Biografía
Reale nació y creció en Los Ángeles (California) y consiguió una licenciatura (BFA) en actuación en la Universidad de Nueva York. También estudió en el Instituto de Teatro y Cine Lee Strasberg y en los Estudios Stonestreet. Recibió un Premio Nacional de Artes Juveniles 2012 a la Coreografía Juvenil Destacada por «Bordan vi Haller» en el Concierto de Danza de Invierno de la Academia de Música de Hamilton.
En 2016 y 2017, apareció durante dos temporadas en la serie original de Netflix, Haters Back Off, en la que interpretó el papel secundario de Emily, la hermana de Miranda. En 2016 también interpretó a Gabriella Moretti en el episodio «Down the Rabbit Hole» de la serie de televisión Blue Bloods.
En 2019, interpretó el papel recurrente de Heather, una socorrista, en la tercera temporada de Stranger Things, una serie original de Netflix, donde su personaje es «la pieza central de un oscuro misterio». Ese mismo año, dio vida al personaje de Laura en la película de comedia, Yes, God, Yes.
En abril de 2022, se anunció que Reale se incorporaría al elenco de la película de comedia romántica escrita y dirigida por Rudy Mancuso titulada Música, coprotagonizada por el propio Rudy Mancuso y Camila Mendes. La película se estrenó en los Estados Unidos el 4 de abril de 2024.

## Filmografía

### Cine
| Año  | Título              | Papel         | Notas                        | Ref.   |
| ---- | ------------------- | ------------- | ---------------------------- | ------ |
| 2019 | Yes, God, Yes       | Laura         |                              |        |
| 2021 | Dating and New York | Wendy         | También productora ejecutiva |        |
| 2022 | Do Revenge          | Ariana        |                              |        |
| 2022 | Strange World       | Azimuth (voz) | Película de animación        |        |
| 2023 | Parachute           | Casey         |                              | [ 9 ]  |
| 2024 | Música              | Haley         |                              | [ 6 ]  |
| —    | Do Not Enter        | Cora          | Posproducción                | [ 10 ] |

### Televisión
| Año       | Título          | Papel              | Notas                                  | Ref.   |
| --------- | --------------- | ------------------ | -------------------------------------- | ------ |
| 2016      | Blue Bloods     | Gabriella Morretti | Episodio: «Down the Rabbit Hole»       |        |
| 2016–2017 | Haters Back Off | Emily              | Papel principal; 16 episodios          | [ 11 ] |
| 2019      | Stranger Things | Heather Holloway   | Papel recurrente; 6 episodios          | [ 11 ] |
| 2020      | Wireless        | Dana               | 10 episodios                           |        |
| 2022      | Entergalactic   | Sydnie (voz)       | Especial de TV                         |        |
| 2024      | Laid            | Beth               | Episodios: «Sex Cluster» y «Flagstaff» |        |

### Videojuegos
| Año  | Título                 | Papel     | Notas                        |
| ---- | ---------------------- | --------- | ---------------------------- |
| 2022 | Horizon Forbidden West | Nel (voz) | Solo en la versión en inglés |